# DNA测序仪
DNA测序仪是指能自动运行DNA測序程序的科學儀器。给与一个特定的DNA样本，DNA测序仪可将其上的A、G、C、T顺序读取出来。第一台DNA测序仪由Applied Biosystems公司（ABI）的劳埃德·M·史密斯在1987年开发出来，使用的是桑格测序法。桑格测序法也称为“一代测序法”，这一时期研发的测序仪也被称为“一代测序仪”，这些一代测序仪为人类基因组计划在2001年完成做出了贡献。
随着大规模平行测序（也称为“第二代测序”，NGS）技术的发展，出现了许多基于不同技术原理的“二代测序仪”，如454生物科学的焦磷酸测序仪，因美纳的边合成边测序仪，SOLiD的边连接边测序仪等。
再后来，一些基于长读长测序（也称为“第三代测序”）方法的测序仪也被开发出来，如基于奈米孔洞測序、单分子实时测序的测序仪。